# Ao-sagi-bi
Ao-sagi-bi (青鷺火) é um youkai japonês.
É um fenômeno ilustrado por Toriyama Sekien em seu Konjaku Gazu Zoku Hyakki. Retrata uma garça-real com um corpo misteriosamente iluminado. O folclore 
construído em torno do fenômeno conta a história de uma velha garça-real de coroa preta se transformando em um yokai. As penas das garças se fundem em escamas brilhantes que emitem uma luz azul iridescente na escuridão da noite. Diz-se também que a respiração do yokai libera pó dourado no ar que se acumula para formaruma luz de fogo sem calor, embora essa luz se dissipe no vento. Diz-se que a criatura inofensiva foge do contato humano, mantendo a timidez de uma garça normal.